# Dahong Zuzheng
Dahong Zuzheng (chiń. upr. 大洪祖证; chiń. trad. 大洪祖證; pinyin Dàhóng Zǔzhèng; kor. 대홍조증 Taehong Chojŭng; jap. Daikō Soshō; wiet. Đại Hồng Tổ Chứng) – mistrz chan okresu dynastii Song, znany także jako Laona Zuzheng.

## Życiorys
Pochodził z Tanzhou. Poza tym niewiele wiadomo o jego życiu.
Pewnego dnia powiedział do zebranych mnichów:
Pojedyncze ciało ujawnia się w miriadach form. Co moglibyście powiedzieć o zasadzie jednego ciała?
Następnie podniósł swój kij i powiedział:
- - Podróżując przez tę krainę, przekraczając wiele rzek i gór[1].

Innym razem mnich spytał mistrza:
- - Bez uciekania się do słów, proszę mistrzu, wskaż bezpośrednio na nauki.

Zuzheng podniósł swój kij.
Mnich powiedział:
- - Czy jest jeszcze coś wyższego?

Mistrz powiedział:
- - Tak

Mnich spytał:
- - Co jest tą wyższą sprawą?

Zuzheng powiedział:
- - Szybko pokłoń się trzy razy![1].

## Linie przekazu Dharmy zen
Pierwsza liczba oznacza kolejność pokoleń od Pierwszego Patriarchy chan w Indiach Mahakaśjapy.
Druga liczba oznacza kolejność pokoleń od Pierwszego Patriarchy chan w Chinach Bodhidharmy.
Trzecia liczba oznacza początek nowej linii przekazu w innym kraju.
- 45/18 Yangqi Fanghui (992–1049) odgałęzienie yangqi
  - 46/19 Baiyun Shouduan (1025–1072)
    - 47/20 Wuzu Fayan (1024–1104)
      - 48/21 Kaifu Daoning (1053–1113)
        - 49/22 Yue’an Shanguo (1079–1152)
          - 50/23 Dahong Zuzheng (Laona Zuzheng) (bd)
            - 51/24 Yuelin Shiguan (1143–1217)
              - 52/25 Wumen Huikai (1183–1260)
                - 53/26 Zhangsan (bd)
                - 53/26/1 Shinchi Kakushin (1207–1280) Japonia linia przekazu hottō
                  - 54/27/2 Kohō Kakumyō (1271–1361)
                    - 55/28/3 Jiun Myōi (1273–1345)
                    - 55/28/3 Bassui Tokushō (1327–1387)
                      - 56/29/4 Shunō Reizan (1344–1408)